# Aeschlen bei Oberdiessbach
Aeschlen bei Oberdiessbach (chính thức là Aeschlen) là một đô thị ở huyện Konolfingen ở bang Berne ở Thụy Sĩ. Đô thị này có diện tích 4,9 km², dân số năm 2005 là 311 người.